# Bernd Reissert
Bernd Reissert (* 7. Februar 1950 in Mölln) ist ein deutscher Ökonom.

## Leben
Prof. Dr. Bernd Reissert studierte von 1969 bis 1974 Politikwissenschaft, Volkswirtschaftslehre und Öffentliches Recht an den Universitäten Bonn, Konstanz und Essex und promovierte 1984 an der Freien Universität Berlin. Nach seiner Tätigkeit von 1974 bis 1993 in der Forschung und Politikberatung am Wissenschaftszentrum Berlin für Sozialforschung (WZB) erhielt er 1993 den Ruf auf eine Professur für Politikwissenschaft an der Hochschule für Technik und Wirtschaft (HTW) Berlin.
Dort war er Erster Vizepräsident, nachfolgend Gründungsrektor und ab 2008 Rektor der Hochschule der Bundesagentur für Arbeit (HdBA), bevor er 2010 an die Hochschule für Wirtschaft und Recht (HWR) Berlin wechselte, dessen Präsident er bis zum 31. März 2016 war. Er war 2003/2004 Inhaber des Konrad-Adenauer-Gastlehrstuhls am BMW Center for German and European Studies der Georgetown University, Washington DC, USA.
In seiner Funktion als Präsident der HWR Berlin war er auch Vorsitzender des Hochschulverbunds „UAS7 – Alliance for Excellence“, des Zusammenschlusses von sieben großen, forschungsorientierten deutschen Fachhochschulen mit starker internationaler Ausrichtung. Von 2010 bis 2012 war er Sprecher der Berliner Fachhochschulen.

## Publikationen (Auswahl)
- Beschäftigtentransfer stärken! : Lehren aus einem internationalen Vergleich, 2018, Friedrich-Ebert-Stiftung, ISBN 978-3-96250-102-0
- mit H. Heinelt, T. Kopp-Malek, J. Lang: Die Entwicklung der EU-Strukturfonds als kumulativer Politikprozess, Baden-Baden, Nomos Verlag, 2005
- Zentrale oder dezentrale Finanzierung eines Nachfolgesystems für Arbeitslosenhilfe und Sozialhilfe? : eine Untersuchung zu den regionalen Stabilisierungseffekten der Arbeitslosenunterstützung, 2003, BBJ-Verlag, ISBN 978-3-937033-09-9
- mit G. Bruche, G. Schmid: Arbeitslosenversicherung und aktive Arbeitsmarktpolitik: Finanzierungssysteme im internat. Vergleich, 1987, Ed. Sigma, ISBN 978-3-924-85927-5
- mit G. Bruche: : Die Finanzierung der Arbeitsmarktpolitik: System, Effektivität, Reformansätze, Frankfurt a. M., Campus-Verlag, 1985, Campus-Verlag, ISBN 978-3-593-33504-9